# Katrineholms VK
Katrineholms VK är en volleybollklubb i Katrineholm i Sverige vars damlag haft framgångar med svenska mästerskapstitlar. 2010, 2011 och 2013 vann klubben SM-guld inomhus, 2011 även i beach volley representerade av Karin Lundqvist och Raquel Ferreira. Klubben startades den 30 mars 1977 och bildades ur KFUM Katrineholm.
Klubben lades ned 2015 p.g.a. ekonomiska problem

### Fotnoter
1. ↑  ”Klubbens historia”. Katrineholms VK. 3 juli 2011. https://web.archive.org/web/20110703201942/http://www.katrineholm-vk.nu/. Läst 17 juni 2024.
2. ↑  ”Klubbinfo - Katrineholms VK - Volleyboll - IdrottOnline Klubb” (på engelska). Katrineholms VK. 19 juli 2014. https://web.archive.org/web/20140719033650/http://www3.idrottonline.se/KatrineholmsVK-Volleyboll/Forening/Klubbinfo/. Läst 17 juni 2024.
3. ↑  ”Nytt liv för volleybollen i Katrineholm”. Sveriges Television. https://www.svt.se/nyheter/lokalt/sormland/nytt-liv-for-volleybollen-i-katrineholm. Läst 29 mars 2023.
4. ↑  Everysport. ”Elitserien SM-Final”. https://www.everysport.com/volleyboll-dam/2000-2001/serie/elitserien-sm-final/4476. Läst 22 augusti 2023.
5. ↑  ”Everysport.com  -  Elitserien” (på engelska). https://www.everysport.com/volleyboll-dam/2001-2002/serie/elitserien/4953. Läst 30 september 2023.
6. ↑  ”Everysport.com  -  Elitserien” (på engelska). https://www.everysport.com/volleyboll-dam/2003-2004/liga/elitserien/895. Läst 25 april 2023.
7. ↑  Everysport. ”Elitserien Kvartsfinal”. https://www.everysport.com/volleyboll-dam/2005-2006/serie/elitserien-kvartsfinal/12191. Läst 29 juni 2024.
8. ↑  ”Everysport.com  -  Elitserien Kvartsfinal”. https://www.everysport.com/volleyboll-dam/2006-2007/serie/elitserien-kvartsfinal/22892. Läst 29 april 2023.
9. ↑  Everysport. ”Elitserien Kvartsfinal”. https://www.everysport.com/volleyboll-dam/2007-2008/serie/elitserien-kvartsfinal/29410. Läst 29 juni 2024.
10. ↑  ”Everysport.com  -  Elitserien SM-final” (på engelska). https://www.everysport.com/volleyboll-dam/2008-2009/serie/elitserien-sm-final/34495. Läst 24 september 2023.
11. ↑  ”Historik GP - matchresultat” (på engelska). Svenska Volleybollförbundet. 9 september 2017. https://web.archive.org/web/20170909084254/http://www.volleyboll.se/volleyboll/tavling/HistorikGrandPrix/HistorikGP-matchresultat/. Läst 13 oktober 2023.
12. ↑  Everysport. ”Elitserien 2009/2010”. https://www.everysport.com/volleyboll-dam/2009-2010/serie/elitserien-sm-final/40574. Läst 25 oktober 2022.
13. ↑  ”SM-slutspel 2011”. Svenska Volleybollförbundet. https://svbf-web.dataproject.com/CompetitionMatches.aspx?ID=3&PID=7. Läst 26 april 2023.
14. ↑  ”Grand Prix 2012”. Svenska Volleybollförbundet. https://svbf-web.dataproject.com/CompetitionMatches.aspx?ID=17&PID=19. Läst 29 april 2023.
15. ↑  ”Slutspel 2012”. Svenska Volleybollförbundet. https://svbf-web.dataproject.com/CompetitionMatches.aspx?ID=12&PID=21. Läst 8 oktober 2022.
16. ↑  ”Grand Prix 2013”. Svenska Volleybollförbundet. https://svbf-web.dataproject.com/CompetitionMatches.aspx?ID=23&PID=29. Läst 29 april 2023.
17. ↑  ”SM-slutspel 2013”. Svenska Volleybollförbundet. https://svbf-web.dataproject.com/CompetitionMatches.aspx?ID=19&PID=25. Läst 9 oktober 2022.
18. ↑  ”Grand Prix 2014”. Svenska Volleybollförbundet. https://svbf-web.dataproject.com/CompetitionMatches.aspx?ID=38&PID=61. Läst 29 april 2023.
19. ↑  ”SM-slutspel 2014”. Svenska Volleybollförbundet. https://svbf-web.dataproject.com/CompetitionHome.aspx?ID=37. Läst 17 maj 2022.
20. ↑  ”Grand Prix 2015”. Svenska Volleybollförbundet. https://svbf-web.dataproject.com/CompetitionMatches.aspx?ID=48&PID=71. Läst 29 april 2023.
21. ↑  ”SM-slutspel 2015”. Svenska Volleybollförbundet. https://svbf-web.dataproject.com/CompetitionHome.aspx?ID=47. Läst 5 maj 2022.
22. ↑  ”2010-talet”. Svenska Volleybollförbundet. http://iof3.idrottonline.se/SvenskaVolleybollforbundet/volleyboll/Omvolleyboll/Historik/SvenskaMastaregenomtiderna/2010-talet/. Läst 10 februari 2015.
23. ↑  ”Klubbens historia”. Katrineholms VK. Arkiverad från originalet den 19 juli 2014. https://web.archive.org/web/20140719134809/http://www3.idrottonline.se/KatrineholmsVK-Volleyboll/Forening/Klubbenshistoria/. Läst 23 april 2011.
24. ↑  SVT (24 november 2017): Nytt liv för volleybollen i Katrineholm